# Les Faiseurs de miracles
Les Faiseurs de miracles est un livre de Gérard Majax publié en 1992 aux éditions Michel Lafon. Le prestidigitateur y traite de la mystification, ancienne ou moderne, qu'ont pratiqué de nombreux charlatans à travers l'Histoire, que ce soit sous couvert d'alchimie, de perception extrasensorielle ou de pouvoirs psychiques. Des recherches historiques ont été menées par Emmanuel Haymann pour étayer les explications des mystères les plus anciens.

## Table des matières
- Préface

I. À la poursuite du grand œuvre
- Nicolas Flamel et la transmutation du plomb en or
- Catherine de Médicis et le décapité parlant
- Casanova et les sequins du Diable
- Cagliostro ou les pouvoirs de la fantasmagorie
- Le comte de Saint-Germain et le prodige des diamants

II. Les maîtres de l'occultisme
- Mesmer et le baquet guérisseur
- Victor Hugo et les tables tournantes
- Dunglas Home et la lévitation humaine
- Eva C. et les visites d'un ectoplasme
- Raspoutine ou la puissance du magnétisme
- Conan Doyle et le message spirite

III. Les sorciers de l'an 2000
- M'Bako ou le tradipraticien vampire
- Akbar ou le charmeur de cordes
- Tangpao ou le chirurgien aux mains nues
- Uri Geller ou le maître de la télékinésie
- Robert Wavrin et la transcommunication des morts
- Madame Musse et le drame de la ferme hantée
- Bassam et l'apparition de l'huile sainte
- Rachid et la matérialisation sacrée